# Giovan Battista Pirovano
Giovan Battista Pirovano (Vercelli, 5 de mayo de 1937-Ib., 8 de noviembre de 2014) fue un futbolista italiano que jugaba en la demarcación de defensa.

## Biografía
Debutó como futbolista en 1958 con el US Pro Vercelli. Jugó durante tres años en el club, disputando 84 partidos. En 1961 fichó por dos temporadas por el Hellas Verona FC. En 1963 fue traspasado al ACF Fiorentina. Debutó con el club de la mano de Ferruccio Valcareggi. Jugó 151 partidos para el club, y marcó once goles. Además se hizo con la Copa Italia en 1966 y con la Serie A en la temporada 1968/1969. Tras dejar el club en 1970 jugó para el AC Legnano y para el US Pro Vercelli, donde se retiró en 1972.
Falleció el 8 de noviembre de 2014 a los 77 años de edad.

## Clubes
| Club             | País   | Año         | Partidos | Goles |
| ---------------- | ------ | ----------- | -------- | ----- |
| US Pro Vercelli  | Italia | 1958 - 1961 | 84       | 2     |
| Hellas Verona FC | Italia | 1961 - 1963 | 73       | 12    |
| ACF Fiorentina   | Italia | 1963 - 1970 | 151      | 11    |
| AC Legnano       | Italia | 1970 - 1971 | 18       | 0     |
| US Pro Vercelli  | Italia | 1971 - 1972 | 0        | 0     |

## Palmarés

### Campeonatos nacionales
| Título      | Club           | País   | Año  |
| ----------- | -------------- | ------ | ---- |
| Serie A     | ACF Fiorentina | Italia | 1969 |
| Copa Italia | ACF Fiorentina | Italia | 1966 |